# Condat-sur-Trincou
Condat-sur-Trincou település Franciaországban, Dordogne megyében. Lakosainak száma 495 fő (2022. január 1.). Condat-sur-Trincou Champagnac-de-Belair, Brantôme en Périgord, La Chapelle-Faucher és Brantôme-en-Périgord községekkel határos.

## Népesség
A település népességének változása:
| Lakosok száma | 386  | 325  | 376  | 478  | 461  | 467  | 480  | 478  | 476  | 495  |
|               | 1968 | 1982 | 1990 | 2006 | 2013 | 2015 | 2017 | 2019 | 2020 | 2022 |